# When Worlds Collide
When Worlds Collide is een Amerikaanse sciencefictionfilm uit 1951 onder regie van Rudolph Maté met in de hoofdrollen Richard Derr en Barbara Hush.
Het scenario voor de film is gebaseerd op sf-roman "When Worlds Collide" van Edwin Balmer en Philip Wylie. De roman verscheen in afleveringen in Blue Book Magazine tussen september 1932—februari 1933.
De film was een succes in de bioscopen en won een Academy Award voor de speciale effecten. Er werd overwogen een vervolg te maken onder de titel ‘’After Worlds Collide” maar het mislukken van de film Conquest of Space van producent George Pal maakte Paramount huiverig en uiteindelijk zag men van het project af.

## Verhaal
De astronoom Dr. Cole Hendron doet een verschrikkelijke ontdekking: een kleine ster genaamd Bellus en een satelliet, de planeet Zyra zit op een ramkoers met de Aarde. Hendron ontdekt dat de planeet net langs de Aarde zal scheren, waarna de ster de Aarde zal vernietigen. Het einde van de Aarde is nog maar acht maanden ver. Hendron pleit bij de Verenigde Naties om een raket te ontwikkelen en ten minste enkele mensen te redden door ze naar Zyra over te brengen. Maar andere wetenschappers geloven de theorie van Hendron niet en halen hem onderuit.
Boos trekt Hendron zich terug en zoekt hulp bij enige rijke vrienden. Het groepje besluit een eigen ruimteschip te bouwen zonder hulp van de VN of de Amerikaanse overheid. Ze kopen een stuk grond, maar de constructie van het schip is duurder dan ze dachten. In hun wanhoop wenden ze zich tot de invalide industrieel Sidney Stanton, een egocentrische harde man. Stanton wil geld bijdragen als hij dan mag beslissen wie er mee mag in de ‘ruimteark’. Hendron wijst dit echter af, het enige wat Stanton mag is een kaartje kopen voor een plaats op het schip. Terwijl de bouw van het ruimteschip vordert wordt de dochter van Hendron, Joyce, verliefd op David Randall, de piloot die de foto’s van Bellus en Zyra heeft overgevlogen vanuit Zuid-Afrika. De opbloeiende romance is een doorn in het oog van de vriend van Joyce, dr. Tony Drake. Inmiddels zijn ook andere landen begonnen met de bouw van ruimteschepen. De oude vijanden van Hendron zien in dat hij gelijk heeft en overtuigen de regering om maatregelen te nemen.
Als Zyra passeert is dat van invloed op de Aarde. Er ontstaan aardbevingen, vulkanen exploderen en vloedgolven teisteren de kusten. Ook de bouwers van de ruimteraket van Hendron ondervinden veel hinder van de natuurrampen. Er vallen doden, maar  Randall weet met een helikopter nog een aantal mensen te redden, waaronder een klein jongetje. Bellus nadert inmiddels en de bouwers vechten tegen de klok om het ruimteschip af te bouwen. Vlak voor de fatale impact is men klaar en laadt het schip met levensmiddelen, dieren, uitrusting  en mircofiches met kopieën van boeken. De mensen  die mee mogen zijn geselecteerd via een loterij. De enige die niet hoeven loten zijn de mensen die door Hendron zelf zijn geselecteerd: Stanton, Joyce, Drake, Randall en het kleine jongetje dat is gered. Randall wil aanvankelijk niet mee omdat hij zich zelf niet nuttig genoeg acht. Joyce weet echter via Drake er voor te zorgen dat Randall wordt geselecteerd als reserve-piloot.
De dag van vertrek nadert en Stanton laat weten dat hij de zaak niet vertrouwt. Hij is bang dat de bewoners die niet mee mogen zich met geweld toegang zullen verschaffen. Om die reden heeft hij overal wapens verborgen. Hij krijgt gelijk. Zijn assistent, Ferris, probeert onder dreiging van een wapen opgenomen te worden in de bemanning. Stanton schiet hem echter dood. Niet lang daarna gaan de geselecteerde passagiers en dieren aan boord. Als het schip wil opstijgen, wordt het belaagd door bewoners die niet geselecteerd zijn. Ze hebben de wapens van Stanton gevonden en komen in opstand. Hendron offert zich op en houdt de opstandelingen tegen. Als blijkt dat het schip te zwaar is, houdt hij ook Stanton met zijn rolstoel tegen. Hendron beseft dat de kolonisatie van Zyra een zaak is voor de jongere generatie. Vanuit de ruimte zien de bemanningsleden van de raket hoe Bellus zich in de aarde boort. Niet lang daarna landt het schip op Zyra. De bemanning stapt uit en Randall en Joyce lopen als een moderne Adam en Eva over het oppervlak van hun nieuwe thuis.

## Rolverdeling
| Acteur        | Personage        |
| ------------- | ---------------- |
| Richard Derr  | David Randall    |
| Barbara Rush  | Joyce Hendron    |
| Peter Hansen  | Dr. Tony Drake   |
| John Hoyt     | Sydney Stanton   |
| Larry Keating | Dr. Cole Hendron |
| Rachel Ames   | Julie Cummings   |

## Voorgeschiedenis
Tussen september 1932 en februari 1933 publiceerden Edwin Balmer en Philip Wylie een feuilleton over een kosmische ramp, de inslag van een hemellichaam op de aarde, ‘’When Worlds Collide’’.. Al in 1933 kocht Paramount de filmrechten van deze sf-roman. Regisseur Cecil B. DeMille wilde het verhaal gebruik voor zijn geplande film ‘’The End of the World’’. Uiteindelijk bleef het scenario voor de film onvoltooid en schrapte de studio het project. In oktober 1949 kocht regisseur/producent George Pal de rechten van Paramount. Pal had grote plannen voor het project met topacteurs en een groot budget. Irving Pichel die bezig was de voorbereidingen om GeorgePals Destination Moon te regisseren, zou de regie gaan doen. Maar het project ging de financiële krachten van Pal te boven. Nadat hij echter een productiecontract met Paramount had gesloten, haalde Pal de filmplannen van ‘’When Worlds Collide’’ weer tevoorschijn. Hij verkocht de filmrechten weer aan Paramount die besloot de film op een meer bescheiden manier te realiseren.

## Scenario
Pal ging aan het werk en huurde scenarist Jack Moffitt in om het scenario voor de film te schrijven. Moffitt maakte een eerste opzet die vervolgens door Pal werd herschreven. Pal wilde een groot opgezette film maar  Paramount was bezorgd over de stijgende kosten die dat met zich meebracht en vroeg aan scenarist Sydney Boehm om het scenario zo te herschrijven dat de verfilming minder kostbaar zou worden. De versie van Boehm zou uiteindelijk zorgen voor dat het  budget net onder de een miljoen dollar bleef (936.000 dollar)..

## Acteurs
Paramount maakt ook op een andere manier korte metten met de grote plannen van Pal. Die had een lijst met acteurs ingediend die de belangrijkste rollen moesten spelen. Zo wilde hij dat Douglas Fairbanks Jr. de rol van piloot Dave Randall zou spelen. Op de lijst stonden ook de namen van Ronald Colman en Susan Hayward. Paramount besliste anders en huurde minder bekende en daarom goedkopere acteurs in.

## Productie
Het budget van de film zou uiteindelijk toch nog uitkomen op 936.000 dollar. Bij een sciencefictionfilm zijn het altijd de speciale effecten die het meeste geld kosten en ‘’When Worlds Collide’’ was daarop geen uitzondering. Pal probeerde het budget binnen de perken te houden en liet stockbeelden van echte natuurrampen en erupties  van vulkanen in de film monteren.
Astronoom en wetenschapper Chesley Bonestell werd aangetrokken als technisch adviseur en was betrokken bij de aankleding van de film. Bonestell die eerder met Pal had samengewerkt voor de opnamen van Destination Moon ontwierp het ruimteschip, zeg maar de ark, die de geselecteerde aardbewoners zou redden Ook maakte hij een schets van het landschap van de planeet Zyra. George Pal wilde op basis van de schets een miniatuurset  laten bouwen. Maar aangezien de film al genoeg had gekost volgens de studio werd een matte schilderij gebruikt. Het schilderij was nog niet af en van onvoldoende kwaliteit. Vaak wordt het schilderij toegeschreven aan Bonestell maar die was alleen verantwoordelijk voor de schets van het landschap  .
Voor de set die het hoofdkwartier van de VN zou laten zien, liet Pal zich adviseren door de vertegenwoordiger van de VN in Hollywood, M. Skot-Hansen. De scènes die de lanceren van het ruimteschip liet zien, werden opgenomen in Calabasas, Californië. De gebruikte set was 30 meter lang en 9 meter breed. Het team dat verantwoordelijk was voor het geluid kreeg toestemming van het leger en de FBI om  geluidsopnamen te maken van jets in de Lockheed aircraft factory in Los Angeles. In vrband met de veiligheidsvoorschriften mochten de geluidsmensen echter niet zien wat ze opnamen.

## Symboliek
Er zijn vrijwel geen afro-amerikanen in de film te zien. Met name de geselecteerde aardbewoners die gered gaan worden zijn allemaal blank. Later zou Adilifu Nama, hoogleraar Pan-Afrikaanse studies aan Cal State University, betogen dat de film moet worden gezien als een metafoor voor de naoorlogse post-koloniale confrontatie tussen de eerste en de derde wereld. Ook stipt hij aan dat de film (gemaakt in 1951) aansluit bij de toen nog altijd heersende rassenscheiding in de VS: ”Alleen de blanken zijn het waard om gered te worden en een nieuwe wereld te koloniseren”.
De film is in ieder geval de eerste in een lange rij waar de wetenschap de strijd aangaat met een catastrofe. Films als Meteor, Armageddon, Deep Impact, The Day After Tomorrow zijn zeker schatplichtig aan de film.
Een jaar voordat ‘’When Worlds Collide’’ werd uitgebracht bracht Immanuel Velikovsky zijn boek ‘’Worlds in collision’’ uit. In dit werk beschrijft Velikovsky een mogelijke botsing in prehistorische tijden tussen de aarde en een komeet, die later de planeet Venus zou worden. Vaak wordt gezegd dat ‘’When Worlds Collide’’ zou zijn gebaseerd op Velikovsky’s boek, maar dat is niet waar. De film is gebaseerd op een sf-roman uit de jaren dertig van de twintigste eeuw.

## Prijzen en nominaties
- Nominatie voor een Oscar voor  Beste camerawerk
- Academy Award voor Beste speciale effecten